# Eugeniusz Ronka
Eugeniusz Ronka (także: de Ronka, de Ronca, de Ronko, de Ronke, Ronko, Ronke, ur. 1790 we Władykaukazie, zm. 1 lub 5 lipca 1875 w Zagórzanach) – polski leśnik, powstaniec listopadowy.

## Życiorys
Z pochodzenia był Szwajcarem (de Ronca h. Własnego wywodzili się z Lucerny). Rodzina osiadła w Rosji, gdyż jego ojciec Ludwik został powołany przez carycę Katarzynę II na stanowisko profesora Uniwersytetu w Moskwie. Wychował się w Moskwie, gdzie ukończył studia na uniwersytecie i wstąpił do wojska. W czasie kampanii napoleońskiej cała rodzina pozostawała zamknięta w twierdzy twerskiej. Następnie przebywał na Ukrainie (w tym na Krymie) i w Petersburgu, gdzie zapisał się na studia na uniwersytecie leśnym. Po ich ukończeniu skierowany na stanowisko nadleśniczego do Puszczy Białowieskiej (1820). Poświęcił tu wiele uwagi hodowli żubrów – pod jego zarządem liczba tych zwierząt zwiększyła się z 596 sztuk (1822) do 711 sztuk (1829). Zamieszkał w Królowym Moście, gdzie poślubił Anielę Wiesiołowską. Małżeństwo z Polką miało decydujący wpływ na jego polonizację.
Po wybuchu powstania listopadowego wykonał wprawdzie carski rozkaz konfiskaty całej broni palnej z terenu puszczy, ale zamiast przekazać ją władzom, uzbroił trzysta osób z partii powstańczej. 1 maja 1831 sformował oddział powstańczy, nad którym objął dowodzenie. Składał się on z niemal wszystkich członków straży puszczańskiej (109 spośród 123 strzelców tej straży). W końcu maja przyłączył się do korpusu generała Dezyderego Chłapowskiego, idącego na pomoc Litwie (m.in. przez Hajnówkę). Po klęsce powstania przekroczył granicę pruską i został internowany. Znalazł się na liście powstańców ściganych carskim listem gończym (za jego głowę wyznaczono nagrodę 6 000 rubli w złocie). Po wypuszczeniu na wolność udał się na emigrację do Francji, a potem do rodzinnej Szwajcarii (przebywał po drodze m.in. w Lipsku i Erfurcie). We Francji skierowano go do obozu dla emigrantów polskich w Besançon. Po jego opuszczeniu udał się do rodziców w Szwajcarii, gdzie pracował w służbie leśnej.
Po kilku latach otrzymał szwajcarski paszport i pieszo, poprzez Bawarię i Czechy, udał się do Wielkiego Księstwa Poznańskiego, gdzie znalazł schronienie w Miłosławiu, u swego przyjaciela z okresu powstańczego – hrabiego Seweryna Mielżyńskiego. Pracował tu jako meliorator, pomagając także w innych majątkach – Samostrzelu, Pudliszkach, czy Łabiszynie. Rozpoznany przez pruską policję został wydalony do Francji, skąd ponownie pieszo powrócił do Miłosławia, tym razem legitymując się paszportem badeńskim. Ponownie rozpoznany, ponownie wydalony do Francji, po raz trzeci pieszo powrócił do Miłosławia. Ostatecznie jego pobyt został zalegalizowany (1840) na fali liberalniejszych rządów Fryderyka Wilhelma IV, dzięki wstawiennictwu wpływowych obywateli polskich. Na dobre osiadł w Miłosławiu, gdzie poświęcił się wdrażaniu nowoczesnych technik leśnych, zalesianiem słabych gruntów porolnych, odnawianiem halizn pozrębowych, rysowaniem map i pomiarami geodezyjnymi. Wykreślił np. dokładne mapy lasów miłosławskich. Szkolił młodych polskich leśników i zapoznawał ich z nowoczesnymi metodami uprawy lasów. Wspólnie z Józefem Łukomskim napisał Podręcznik leśnictwa (Poznań, 1869).
Stopniowo, coraz bardziej schorowany, wycofywał się z czynnej służby. Między 1868, a 1870 przeniósł się do Galicji, do swojej córki – Marii, która mieszkała w Zagórzanach koło Gdowa. Tam zmarł 1 lub 5 lipca 1875. Spoczywa na cmentarzu w Gdowie.